# Donata Jancewicz
Donata Maria Jancewicz (née le 17 juin 1969 à Gdańsk) est une athlète polonaise spécialiste du saut en hauteur. 

## Carrière

### Palmarès
| Année | Compétition                    | Lieu      | Résultat | Performance |
| ----- | ------------------------------ | --------- | -------- | ----------- |
| 1991  | Championnats du monde en salle | Séville   | 6e       | 1,88 m      |
| 1992  | Jeux olympiques                | Barcelone | 10e      | 1,88 m      |
| 1998  | Championnats d'Europe          | Budapest  | 2e       | 1,95 m      |

### Records
| Épreuve         | Performance | Lieu     | Date         |
| --------------- | ----------- | -------- | ------------ |
| Saut en hauteur | 1,95 m      | Budapest | 23 août 1998 |

| Épreuve         | Performance | Lieu    | Date        |
| --------------- | ----------- | ------- | ----------- |
| Saut en hauteur | 1,88 m      | Séville | 9 mars 1991 |